# Patersholz
Patersholz ist ein Gemeindeteil der Stadt Hilpoltstein im Landkreis Roth (Mittelfranken, Bayern). Die Gemarkung Patersholz hat eine Fläche von 5,936 km². Sie ist in 702 Flurstücke aufgeteilt, die eine durchschnittliche Flurstücksfläche von 8455,23 m² haben. In ihr liegen neben dem namensgebenden Ort die Gemeindeteile Eibach und Löffelhof.

## Lage
Das Dorf liegt ca. drei Kilometer südöstlich von Hilpoltstein am Rand eines Waldgebietes. Eine Gemeindeverbindungsstraße führt die Staatsstraße 2238 kreuzend zu einer Gemeindeverbindungsstraße (1,6 km südöstlich), die südöstlich nach Jahrsdorf bzw. nördlich nach Grauwinkl verläuft. Ein Anliegerweg führt zum Löffelhof (1,5 km südlich).

## Geschichte
Patersholz dürfte im 13. Jahrhundert entstanden sein.
Am 1. Januar 1972 wurde die bis dahin eigenständige Gemeinde Patersholz zusammen mit ihren Gemeindeteilen Eibach und Löffelhof im Zuge der Gemeindegebietsreform in die Stadt Hilpoltstein eingegliedert.